# Brunnenthal (Autriche)
Pour les articles homonymes, voir Brunnenthal.
Brunnenthal est une commune autrichienne du district de Schärding en Haute-Autriche.